# Yaginumia sia
Espèce
Synonymes
- Aranea sia Strand, 1906

Yaginumia sia est une espèce d'araignées aranéomorphes de la famille des Araneidae.

## Distribution
Cette espèce se rencontre au Japon, en Corée du Sud, à Taïwan et en Chine.

## Description
Le mâle syntype mesure 6 mm et la femelle syntype 7 mm.
Les mâles mesurent de 6 à 10,5 mm et les femelles de 7 à 12,5 mm.

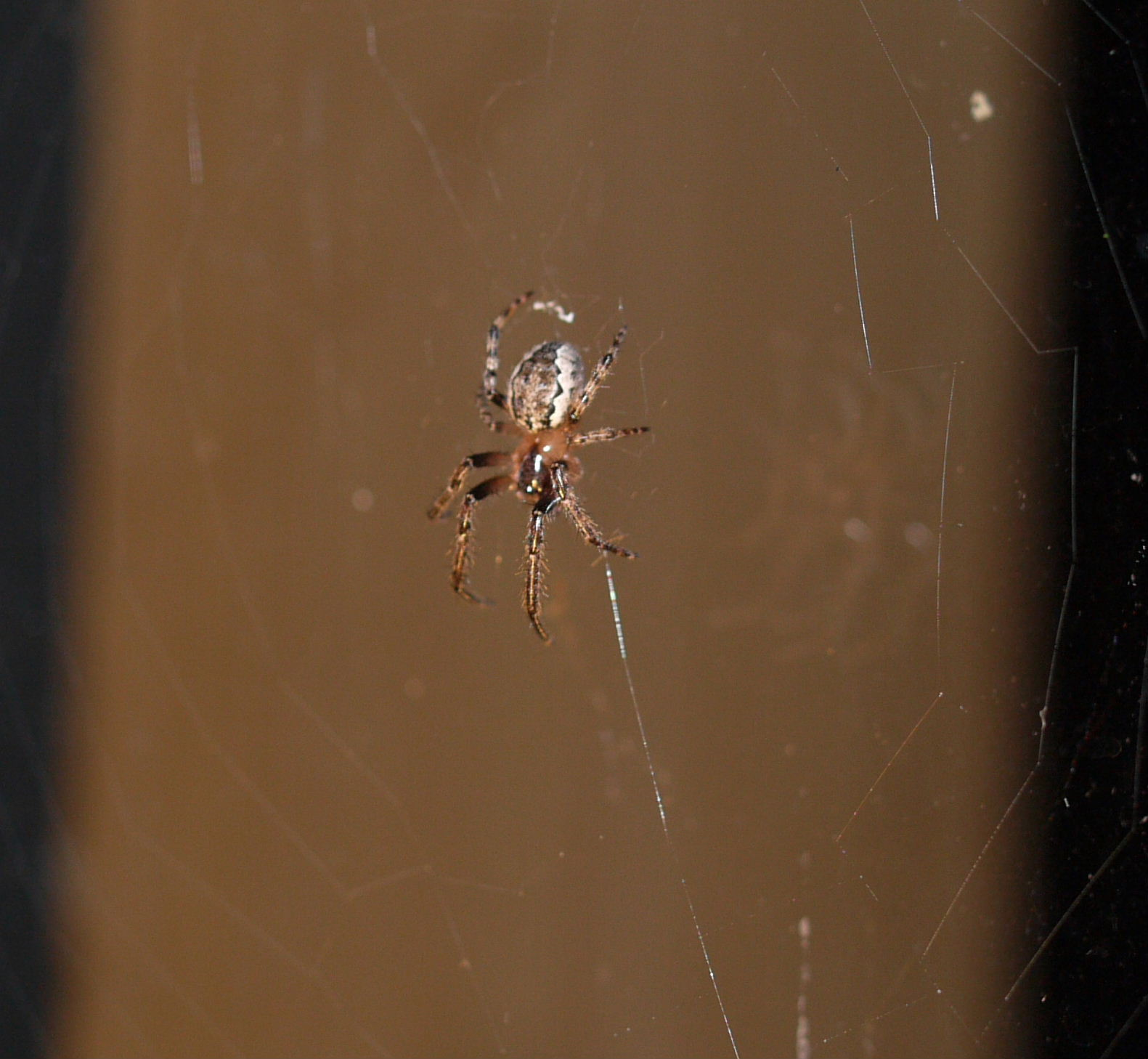
Yaginumia sia

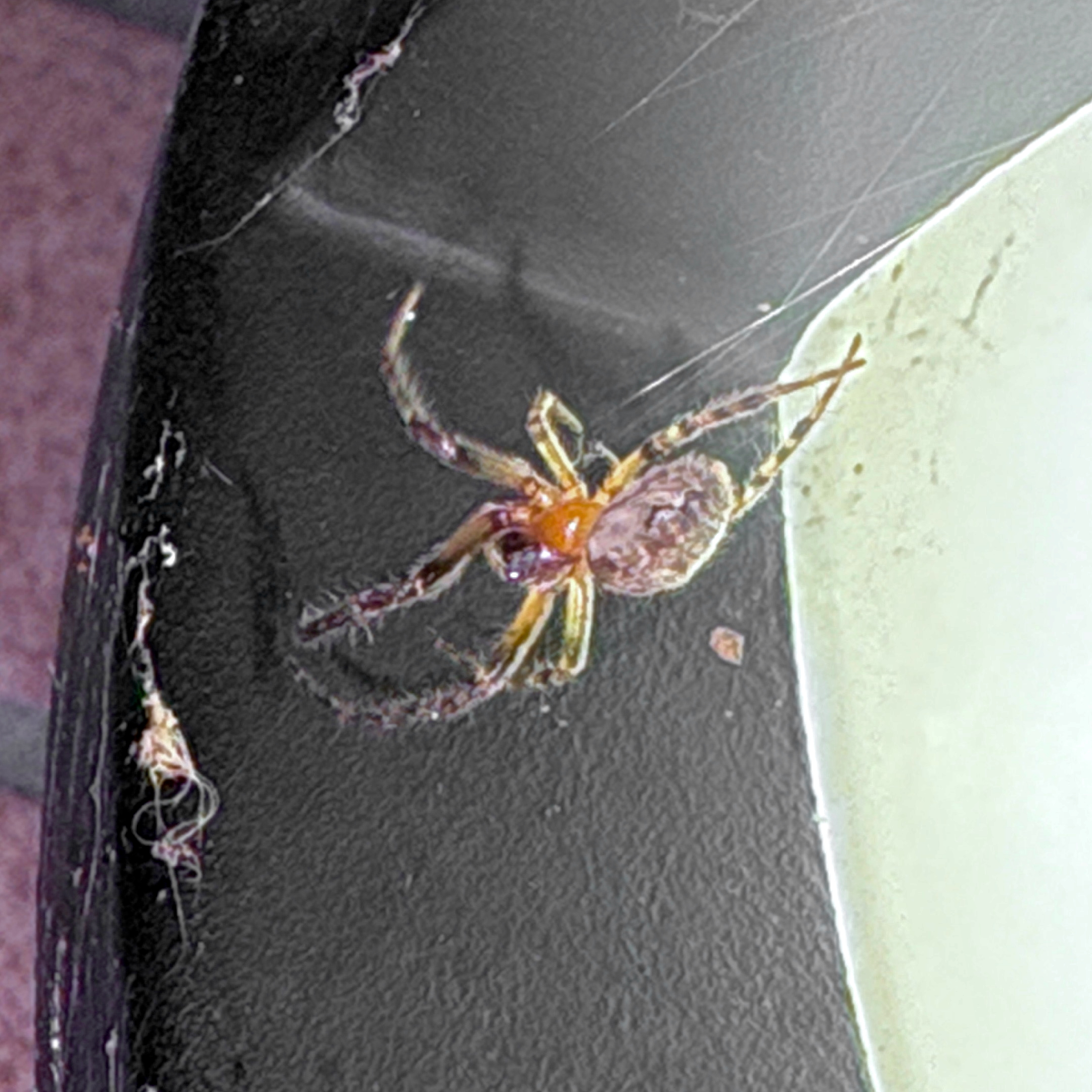
Yaginumia sia

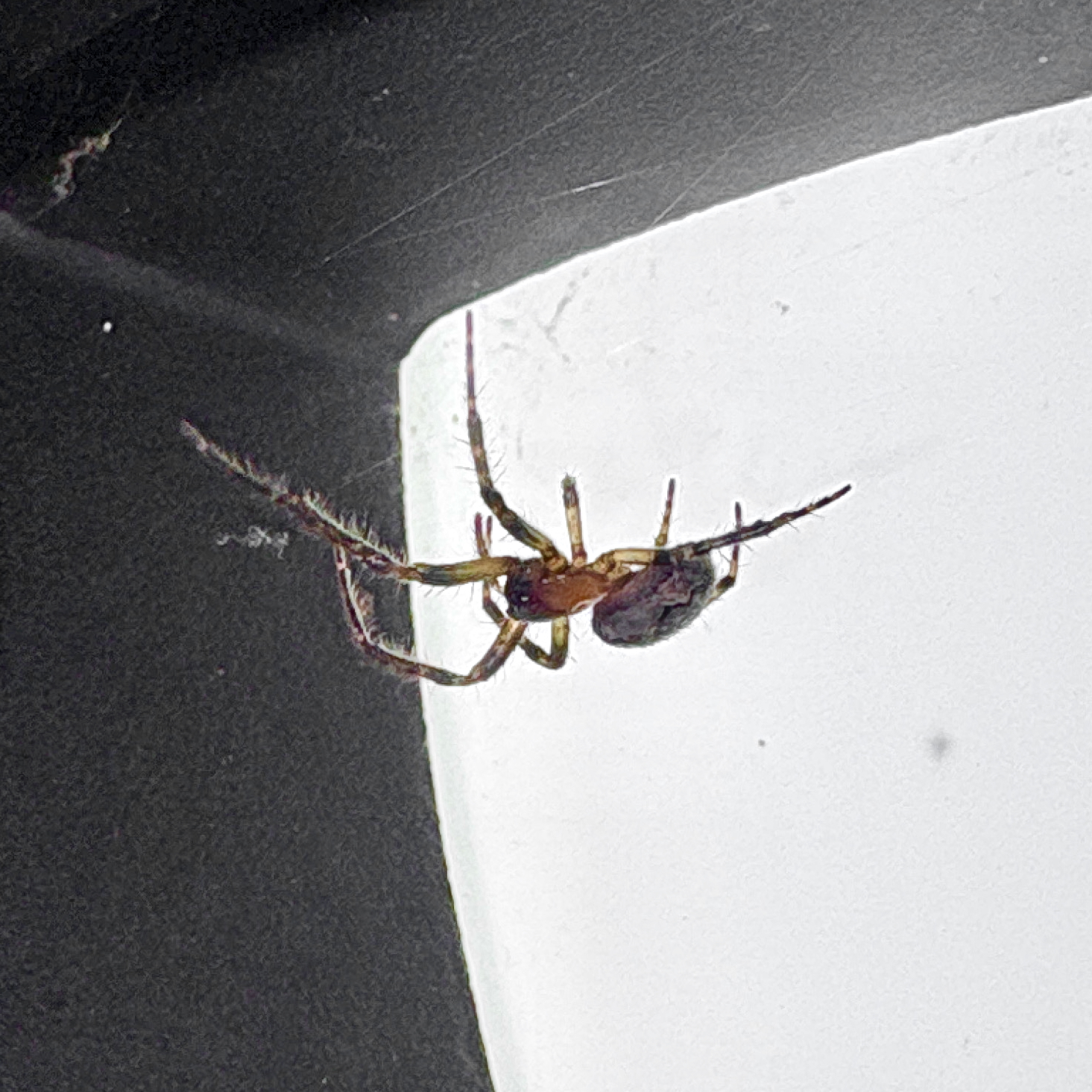
Yaginumia sia

Le mâle décrit par Mi, Wang et Su en 2025 mesure 6,30 mm et la femelle 7,00 mm, les mâles mesurent de 5,60 à 8,20 mm et les femelles de 5,80 à 13,10 mm.

## Systématique et taxinomie
Cette espèce a été décrite sous le protonyme Aranea sia par Strand en 1906. Elle est placée dans le genre Yaginumia par Archer en 1960.

## Publication originale
- Bösenberg & Strand, 1906 : « Japanische Spinnen. » Abhandlungen der Senckenbergischen Naturforschenden Gesellschaft, vol. 30, p. 93-422 (texte intégral).